# 黃禮鉁墓
黃禮鉁墓，是位于中国福建省宁德市蕉城区虎浿镇文峰村的一个清代古墓葬，宁德市（县级）人民政府于1992年12月将其公布为第二批县级文物保护单位。
黃禮鉁墓占地面积176平方米，坐西北向东南，墓丘由三合土构建，平面呈风字形，墓坪上有一对石狮。墓主为黃禮鉁，是道光十三年（1833年）武举人，曾任台湾水师协副将，在平叛中战死台湾。